# Singularia tantum
Singularia tantum (с лат. — «единственное только»), ед. ч. singulare tantum — разряд имён существительных, употребляемых только в единственном числе.
sing. — традиционное обозначение, используемое в словарях для указания слов этого типа.

## Классификация Singularia tantum
Подавляющее большинство слов, относимых к Singularia tantum, относятся к следующим категориям:
- субстантивы (мороженое);

- собирательные существительные (ветошь, дичь, падаль, заваль, молодёжь, листва, родня, детвора, беднота, агентура, крестьянство, сырьё и т. д.);

- существительные, выступающие в своей основной функции выражения абстрактных понятий (блеск, голод, испуг, смех, трагизм, белизна, кройка, беготня, вражда, слава, тоска, свет, электричество, успеваемость, дрожь, лень, мощь, здоровье, мытьё, соседство, добро, красота (но: красо́ты природы — в конкретном значении), холод (но: зимние холода́), шум (но: шумы в сердце) и т. д.);

- существительные собственные в качестве наименования единичных предметов (Москва, Волга (может быть множественным в значении — марка автомобиля), Америка (но: обе Америки — обеих Америк) и т. д.)

- существительные вещественные в своём основном значении (молоко, серебро, тёс, халва, глина (но: красные глины — при обозначении видов вещества) и т. д).

## Пограничные случаи Singularia tantum
В отличие от ситуации со словами Plurale tantum, когда о любом таком слове можно с уверенностью сказать, относится или не относится оно к Pluralia tantum, ситуация со словами singularia tantum сложнее: они могут быть «более» или «менее» singulare tantum.
Так, от слова «листва» множественное число не может быть образовано по грамматическим причинам, от понятия «собственность» — по смысловым, а вот множественное число от слова «невинность» может быть образовано, но не встраивается в современный русский язык.
В некоторых ситуациях множественное число от singularia tantum может быть употреблено в специальном контексте — например, литературном («железо» — singulare tantum, но в поэтическом произведении можно сказать «в желе́зах тяжких»).
Случается и тонкая игра со смысловыми оттенками одного слова. Например, слово «долг» в значении «моральный долг, обязанность» — singulare tantum, но в значении «денежный долг» оно имеет множественное число «долги».
Иногда для слова, являющегося singularia tantum, можно указать слово, подобное предполагаемой форме множественного числа, но имеющее значение, никак не связанное с исходным словом или слабо связанное с ним. Например, «мороженое» — «мороженые» (прил.)
Некоторые singulare tantum, имеющие значение какого-либо вещества, имеют псевдо-формы множественного числа, на самом деле являющиеся формами другого слова, омонимичного данному, но, как правило, относящегося к Plurale tantum, и имеющему значение «разновидности данного вещества»: сок — «жидкость, содержащаяся в вакуолях плодов растений», а соки «разновидности данной жидкости»; жир — «химическое вещество, состоящее из глицерина и остатков жирных кислот», а жиры — «виды данного вещества».